# Kajarijja
Kajarijja – wieś w Syrii, w muhafazie Aleppo. W 2004 roku liczyła 1218 mieszkańców.